# Ogulgerek Berdimuhamedowa
Ogulgerek Atayewna Berdimuhamedowa (turkmenisch Огулгере́к Ата́евна Бердымухаме́дова; geb. vermutlich 1957) ist die Ehefrau des Präsidenten von Turkmenistan Arkadag (Аркадаг) Gurbanguly Berdimuhamedow und die Mutter von Serdar Berdimuhamedow.

## Leben
In öffentlichen Quellen gibt es so gut wie keine Informationen über Ogulgerek Berdimuhamedowa.
Vermutlich ist sie, wie ihr Ehemann, um 1957 geboren. Laut diplomatischen Dokumenten, die bei WikiLeaks veröffentlicht wurden, ist sie äußerst konservativ und traditionalistisch. Unbestätigten Berichten zufolge lebt Ogulgerek Berdimuhamedova seit 2007 außerhalb Turkmenistans (vermutlich in London). Sie tritt sehr selten in der Öffentlichkeit auf (nur mit ihrem Mann), und wenn sie doch auftritt, ist es Videofilmern, Fotografen und Journalisten untersagt, Bilder von ihr aufzunehmen und zu veröffentlichen. Bis vor kurzem gab es im Internet keine Fotos von ihr. Das erste Foto erschien im November 2021, anlässlich des Besuchs des türkischen Präsidenten Recep Tayyip Erdoğan in Turkmenistan mit seiner Frau Emine Erdoğan, als ein gemeinsames Foto der Präsidentenpaare aufgenommen wurde, das später in türkischen Medien veröffentlicht wurde.
Ogulgerek Berdimuhamedova hat drei Kinder, einen Sohn und zwei Töchter. Der Sohn Serdar wurde 1981 geboren, die Geburtsdaten der Töchter Guldschachan (Гульджаха́н, Guljakhan) und Gulshan (Гульшан) sind unbekannt. Die erste Tochter ist mit Iljasgeldy (Ilasgeldy) Amanowym (Ильясгельды – Иласгельды – Ама́новым, Ilyasgeldy Amanov) verheiratet, einem Vertreter der turkmenischen staatlichen Agentur für die Bewirtschaftung und Nutzung von Kohlenwasserstoffressourcen in London. Die zweite lebt in Frankreich mit ihrem Mann Derja Atabaajew (Дерья́ Атабааев, Derya Atabaayev), einem Angestellten der turkmenischen Botschaft in Paris.
Ogulgerek Berdimuhamedova hat mindestens einen Enkel, Kerimguly (Керимгулы, vermutlich ein Sohn von Guldschachan), der häufig mit seinem Großvater in der Öffentlichkeit auftritt.
Am 30. Mai 2022 wurde ihr der Titel „Sasluschennaja kowrowschtschiza Turkmenistana“ («Заслуженная ковровщица Туркменистана», Geehrte Teppichmacherin Turkmenistans) verliehen.